# Транзициона економија
Транзиција или привреда у транзицији је привреда која се мења из неефикасне планске привреде (социјализам) у ефикаснију тржишну привреду или процec привaтизaцијe друштвeног влacништвa у привреди caмoупрaвнoг социјализмa.
Привреда у транзицији пролази кроз економску либерализацију, где тржиште формира цене уместо државе. Контролне организације и трговинске баријере се ослобађају а самим тим почиње и приватизација друштвених и државних предузећа, као и стварање финансијског и приватног сектора да би се олакшало кретање приватног капитала. Овај процес се примењује у Кини, у земљама бившег Совјетског Савеза и бившим комунистичким земаља Европе и земљама трећег света. Процес транзиције обично карактеришу промена и стварање нових институција, отварања већег броја приватних предузећа, а самим тим процес транзиције означава демократизацију државе, укидање монопола у различитим секторима привреде као и стварање конкуренције на светском тржишту.

## Знаци почетка транзиције
Постојање приватне својине може бити основни елемент тржишне привреде, а развој приватног сектора је главно правило процеса транзиције.
Према ММФ-у, главни елементи процеса транзиције су:
- Либерализација - повећање конкуренције на светском тржишту, и смањење трговинских баријера.
- Макроекономска стабилизација - стављање инфлације под контролу и смањује се током времена, након почетног ударца од високе инфлације која следи из либерализације тржишта и повећање потражње за производима. Овај процес захтева дисциплину у државном буџету као и раст новца и кредита као и прогрес ка одрживом билансу исплаћивања плата и пензија.
- Рестриктурирање и приватизација - стварање одрживих реформи финансијског сектора и предузећа у привреди да би дошло способног начина за производњу робе која се може продати у слободном тржишту као и пренос државног власништва у приватне руке.
- Правне и институционалне реформе - смањује улогу државе у тим привредама, као и успостављање владавине права и увођење политике конкуренције међу домаћим предузећима на светском тржишту[2].

## Процес
Процес транзиције може бити различит. Неке земље су радиле експерименте са тржишном привредом деценијама, док су неке земље усвојиоци те привреде (Србија и Црна Гора). У неким случајевима реформе су биле праћене у политичким преокретима, као што је обарање диктатора (Румунија), колапс владе (Совјетски Савез), проглашење независности (Хрватска), или интеграција са другом земљом (Источна Немачка). У другим случајевима, економске реформе су усвојене од стране актуелне власти са мало интереса за политичке промене (Кина, Лаос, Вијетнам ). Транзиција се такође разликује у погледу обима централног планирања као и обим либерализације у напорима који се предузимају (нпр. релативно ограничене у Румунији). Током приватизације у Србији и земљама бивше СФРЈ долазило је до много грешака током брзе приватизације, зато што се није водило рачуна о томе да ли купац неког предузећа жели да настави пословање или не, па због тога настаје проблем високе незапослености у земљама у транзицији. Иначе земље у транзицији прате ове следеће мане:
- Драмастичан пад индустријске производње и колапс гиганских предузећа.
- Слаб раст БДП-A и животног стандарда.
- Пораст незапослености и осиромашење већине становништва.
- Слаб доток капитала и инвестиција.
- Одлазак младих и способних људи у западне земље.

## Земље у транзицији
Наведенe земље су земље са привредама у транзицији:
- Јерменија
- Азербејџан
- Белорусија
- Кина
- Хрватска
- Чешка република
- Естонија
- Грузија
- Мађарска
- Лаос
- Литванија
- Летонија
- Казахстан
- Киргизија
- Македонија
- Молдавија
- Пољска
- Румунија
- Русија
- Словачка
- Словенија
- Таџикистан
- Туркменистан
- Украјина
- Узбекистан
- Вијетнам

Поред тога, 2002. године Светска банка дефинише Босну и Херцеговину, Савезну Републику Југославију (касније Србију и Црну Гору), Бугарску и Албанију као земље у транзицији. Неке студије Светске банке такође укључују Монголију и Иран. Осам земаља, које су се придружиле Европској унији 1. маја 2004 (Чешка Република, Естонија, Мађарска, Летонија, Литванија, Пољска, Словачка, Словенија) су завршиле процес транзиције.